# Calum Waters
Calum Waters (* 10. März 1996 in Glasgow) ist ein schottischer Fußballspieler, der zuletzt bei Greenock Morton unter Vertrag stand.

## Karriere

### Verein
Calum Waters wurde in der schottischen Stadt Glasgow geboren. Er begann seine Karriere in der Jugend von Celtic Glasgow, für den er bis zum Jahr 2014 in der Youth Academy aktiv war. Zudem war er für einige Zeit Mannschaftskapitän der U-17 des Vereins. Ab der Saison 2014/15 stand er einige Male im Profikader, blieb allerdings ohne Einsatz. Im Juli 2015 wurde der 19-jährige Waters für die gesamte Saison 2015/16 an den schottischen Zweitligisten FC Dumbarton verliehen. In der Sommerpause 2016 wechselte Waters zum schottischen Drittligisten Alloa Athletic, nachdem sein Vertrag bei Celtic aufgelöst worden war. Nach einer Saison wechselte er zum FC Kilmarnock. 

### Nationalmannschaft
Calum Waters spielt seit 2011 International für die schottischen Juniorennationalmannschaften. Er debütierte in der U-15 im Mai 2011 gegen Belgien in Stirling. In den Jahren 2011 und 2012 kam Waters in der U-16 zum Einsatz. Im Jahr 2012 spielte er zudem sechsmal in der U-17. Seit August 2014 ist er regelmäßig in der U-19 aktiv.